# Barzakh

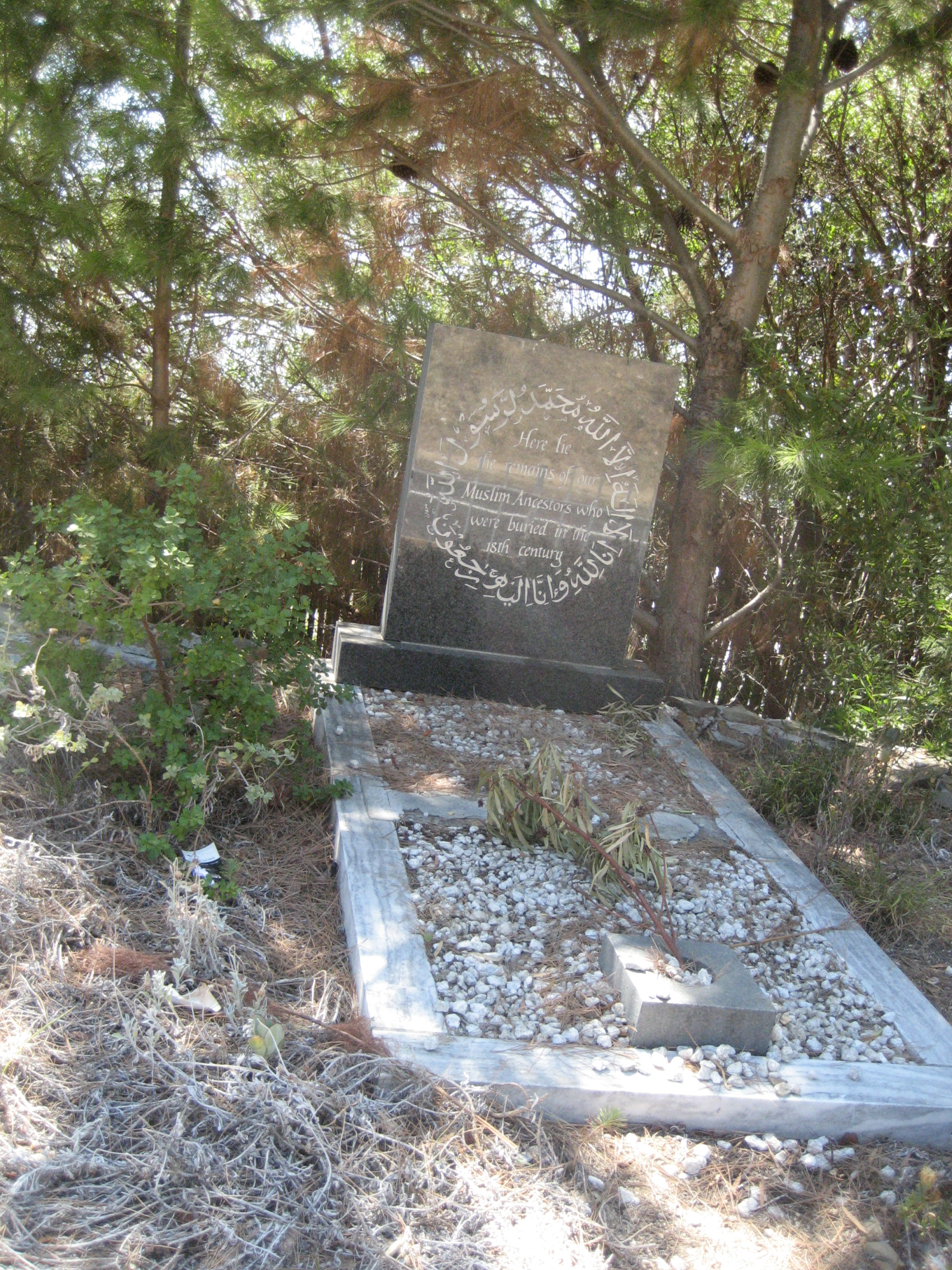
En bild på en muslimsk grav.

Barzakh (arabiska: برزخ, "limbo, barriär, partition") är ett arabiskt ord som syftar på en plats som liknar skärselden, och är ett stadium mellan livet i denna och nästa värld. Enligt en hadith från Bihar al-Anwar börjar barzakh från och med döden fram tills man återuppstår från det döda enligt islam. Ordet barzakh har bland annat nämnts i koranvers 23:100.
Enligt shiaislam finns det en trosuppfattning som är obligatorisk, vilken är att man kommer att bli utfrågad av änglarna Munkir och Nakir då man ligger död i graven.